# Albo García Notari
Albo García Notari  fue un escritor, político  y periodista cordobés. Nació en Villa de María el 25  de octubre de  1860 y falleció en La Plata el 8 de diciembre de  1926 atacado por una afección cardíaca.

## Biografía
Perteneciente a la oligarquía cordobesa se crio en la ciudad de Córdoba donde fue alumno del Colegio Máximo.
En 1885, se recibió de abogado en Buenos Aires.
Luego siguió su carrera de periodista en La Prensa, El Nacional y Sud América. Fue cofundador de este último diario junto a Lucio Vicente López.
Se desempeñó como diputado nacional por Córdoba y por Buenos Aires.
Gran orador parlamentario. Fue subsecretario de Justicia e Instrucción Pública y formó parte de los directorios de los Ferrocarriles del Oeste y del Pacífico.
En el célebre mitin del Jardín Florida, de 1894, participó como orador.
- Datos: Q5663817
- Multimedia: Albo García Notari / Q5663817